# Shiran Zairy
Shiran Zairy (in ebraico שירן צעירי‎?; Kfar Saba, 18 gennaio 1986) è un'ex cestista israeliana.
Alta 166 cm, giocava come playmaker.

## Carriera
Con Israele ha disputato tre edizioni dei Campionati europei (2007, 2009, 2011).